# Polders (Natura 2000)
Polders is een Natura 2000-gebied (habitatrichtlijngebied BE2500002) in Vlaanderen. Het  gebied ligt in de Polders en het Meetjeslands krekengebied (Meetjesland) in de provincies West-Vlaanderen en Oost-Vlaanderen. Het overlapt ook met de vogelrichtlijngebieden  'Poldercomplex’ (BE2500932), 'Krekengebied' (BE2301134) en ‘Het Zwin’ (BE2501033). Het Natura 2000-gebied beslaat 1866 hectare verspreid over verschillende gebieden. Drie vierden van het gebied zijn in gebruik als landbouwgrond, één vierde als natuurgebied. In het gebied komen zeven Europees beschermde habitattypes voor: glanshaver- en grote vossenstaartgraslanden, schorren, slikken met Zeekraal, valleibossen, elzenbroekbossen en zachthoutooibossen, voedselarme tot matig voedselarme verlandingsvegetaties, voedselrijke, gebufferde wateren met rijke waterplantvegetatie, voedselrijke, soortenrijke ruigtes langs waterlopen en boszomen.

Het landschap bestaat uit  vlakke en laaggelegen graslanden met grachten en brakke kreken. Vele gronden zijn ooit op de zee gewonnen door kunstmatige drooglegging. 
Er komen negenentwintig Europees beschermde soorten voor in het gebied: blauwborst, blauwe kiekendief, bruine kiekendief, goudplevier, grauwe gans, grote zilverreiger, ijsvogel, kemphaan, kamsalamander, kleine rietgans, kleine zwaan, laatvlieger kluut, kruipend moerasscherm, meervleermuis, pijlstaart, porseleinhoen, rietgans, roerdomp,rosse vleermuis, slobeend, smient, steltkluut, stormmeeuw, visdief, wulp, zeggenkorfslak.

Gebieden die deel uitmaken van het Natura 2000-gebied zijn onder andere: Uitkerkse Polder, Sint-Donaaspolder, Oud Fort Isabella, Oude Hazegraskreek, Tiendebrug Lissewege, polders in Dudzele, Monnikenwerve, Weidevogelreservaat Ter Doest in Lissewege, Rosdambeek, Flettersdam, Lapscheure, Bonem, Blauwe Toren, Poldergraslanden tussen Klemskerke en Vlissegem, 't Pompje, De Grote Palingpot, Kromzwin, Vijfwege, Schobbejak, Paddegat, Ettelgemse Gemene Weiden,  Kwetshage, Oude Straatkreek, Oudemaarspolder, Duivenkete, Stadswallen van Damme, Oostends Krekengebied (Zwaanhoek, Keignaert), Meetjeslands krekengebied (Blokkreek, Bentillekreek, Boerekreek, Molenkreek, Oostpolderkreek, Oudemanskreek, Roeselarekreek, Hollandersgatkreek, Grote Geul, Rode Geul, Kleine Geul, Grote Kil, Kleine Kil (Krekengebied Assenede),...).

## Galerij

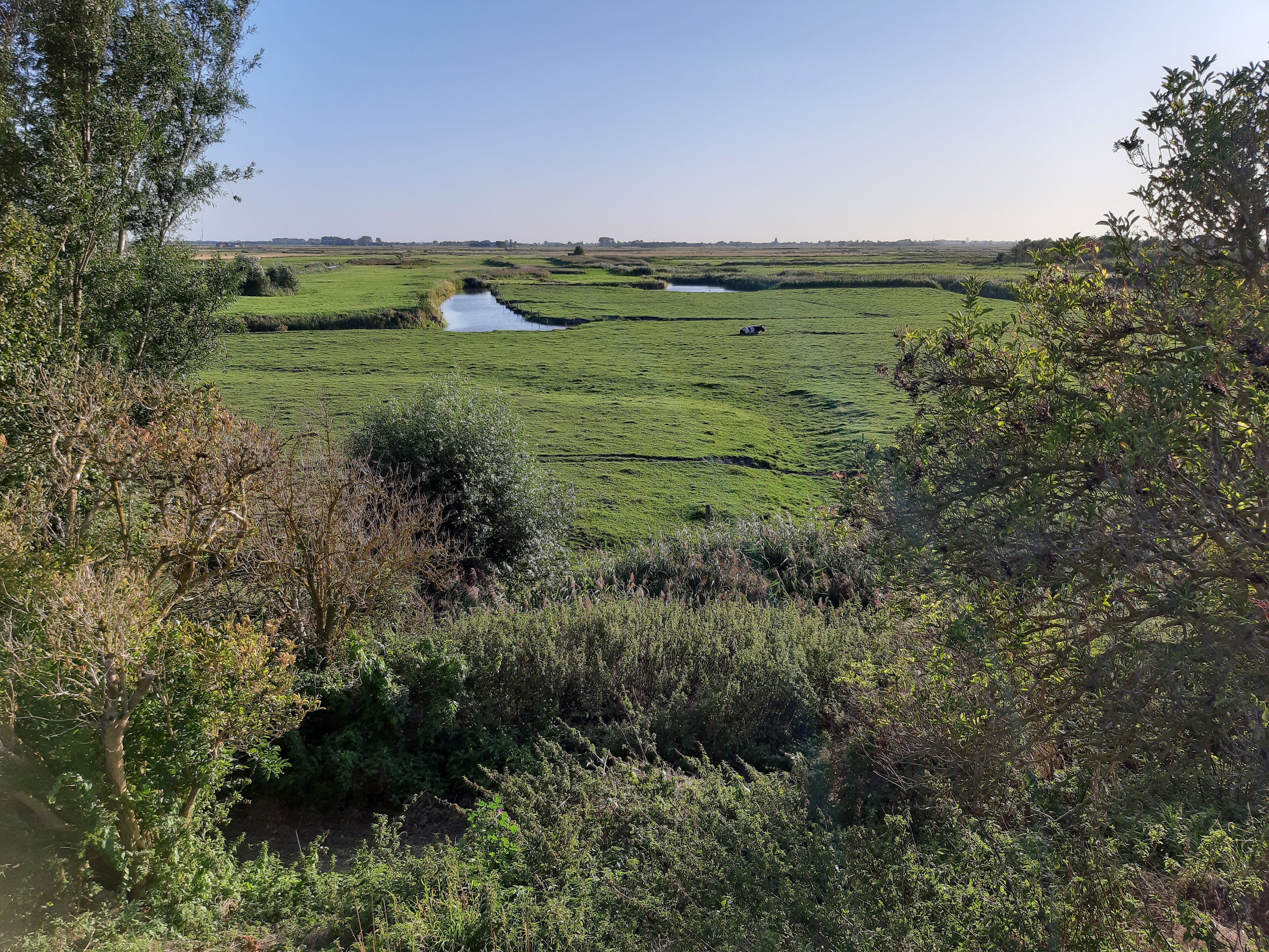
Uitkerkse Polder
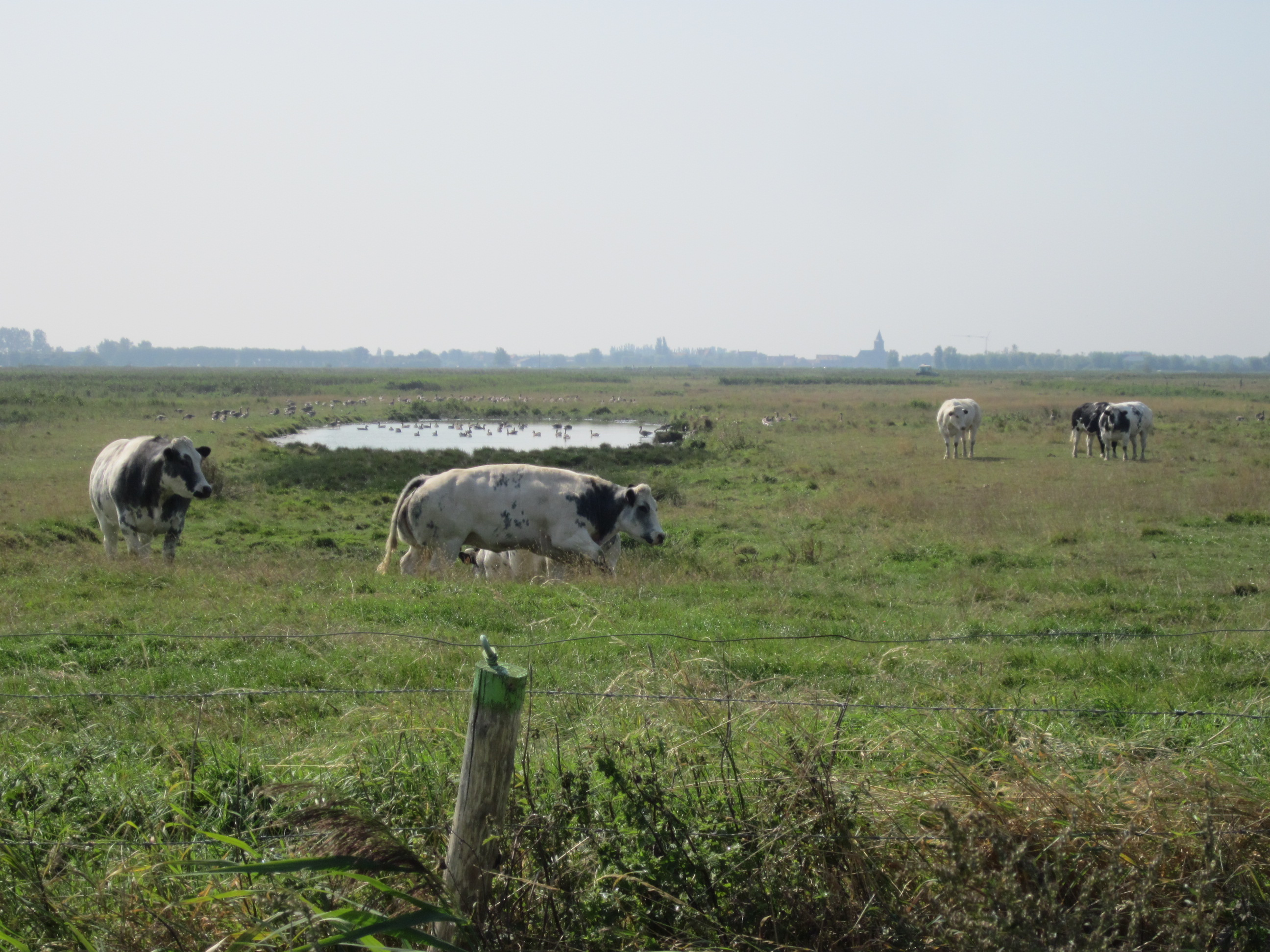
Uitkerkse Polder
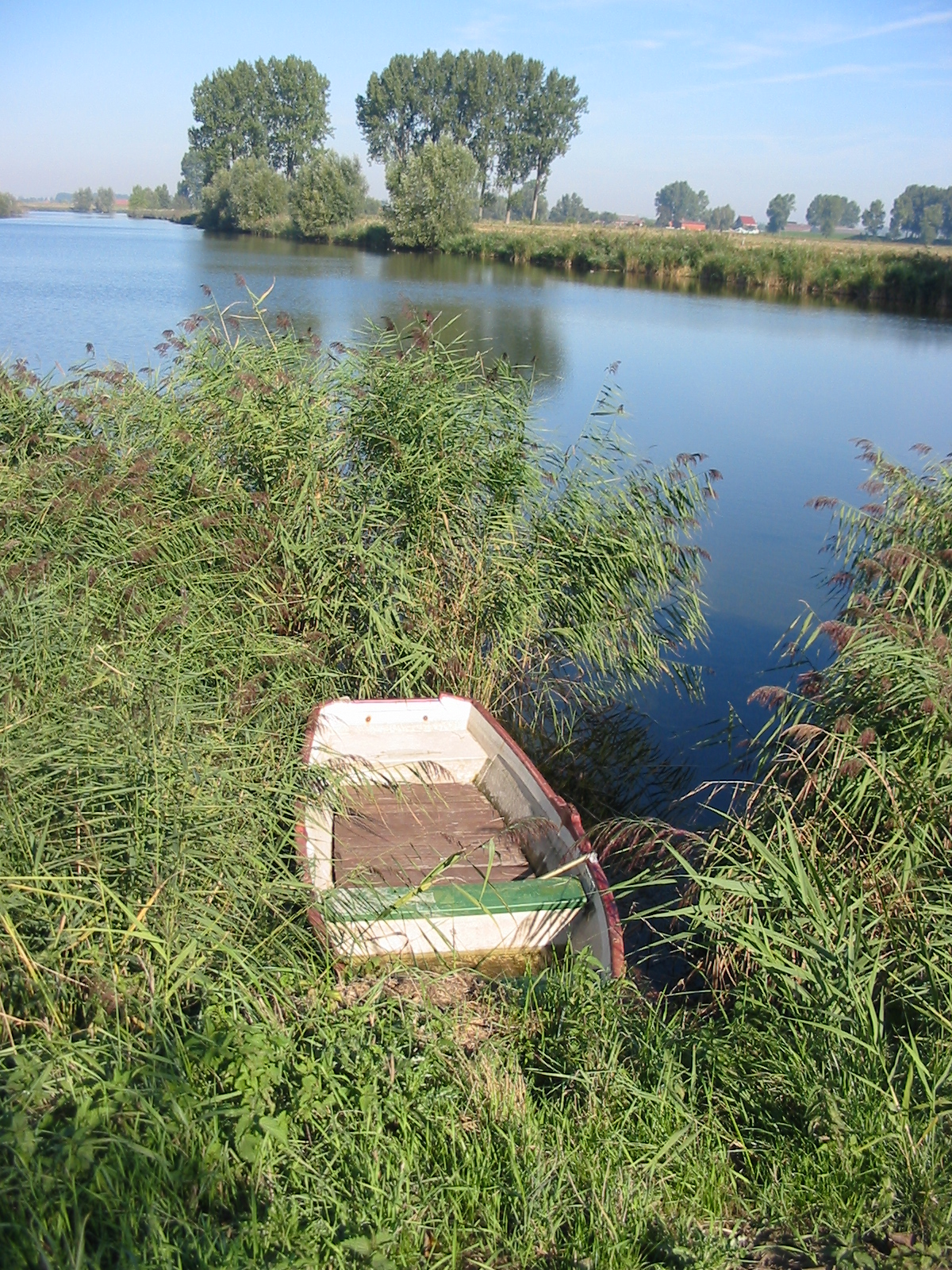
Boerekreek
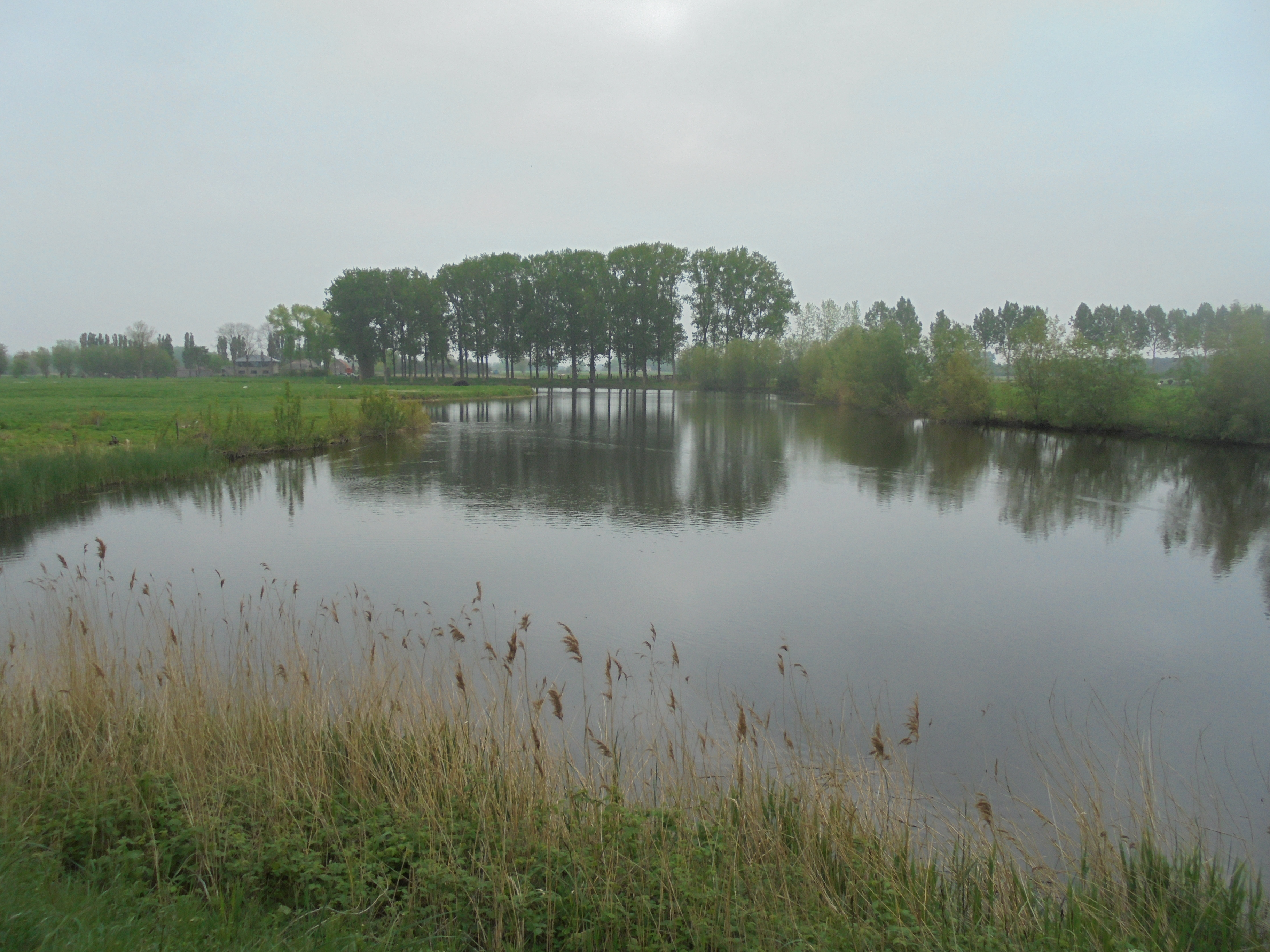
Bentillekreek
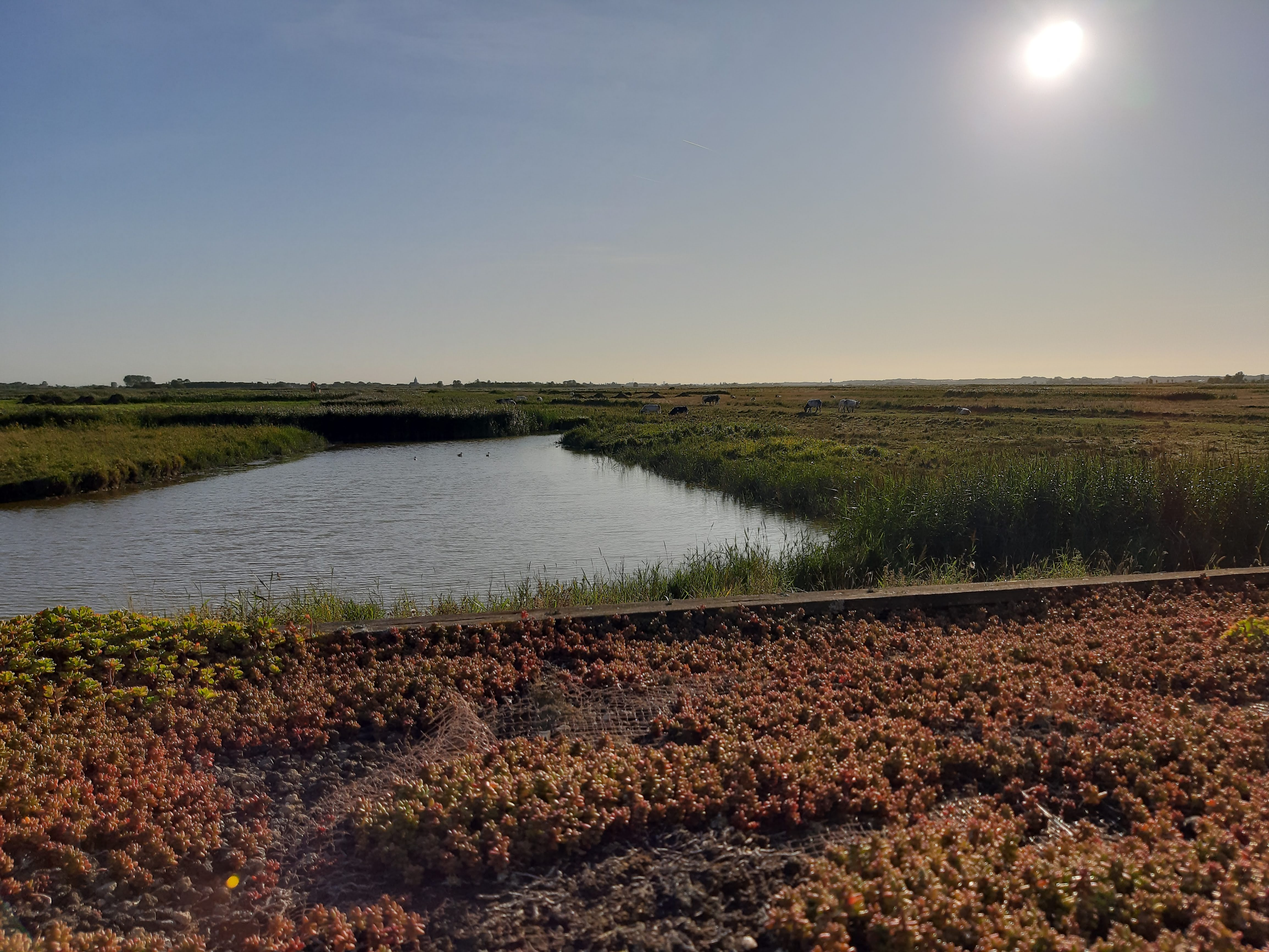
Uitkerkse Polder
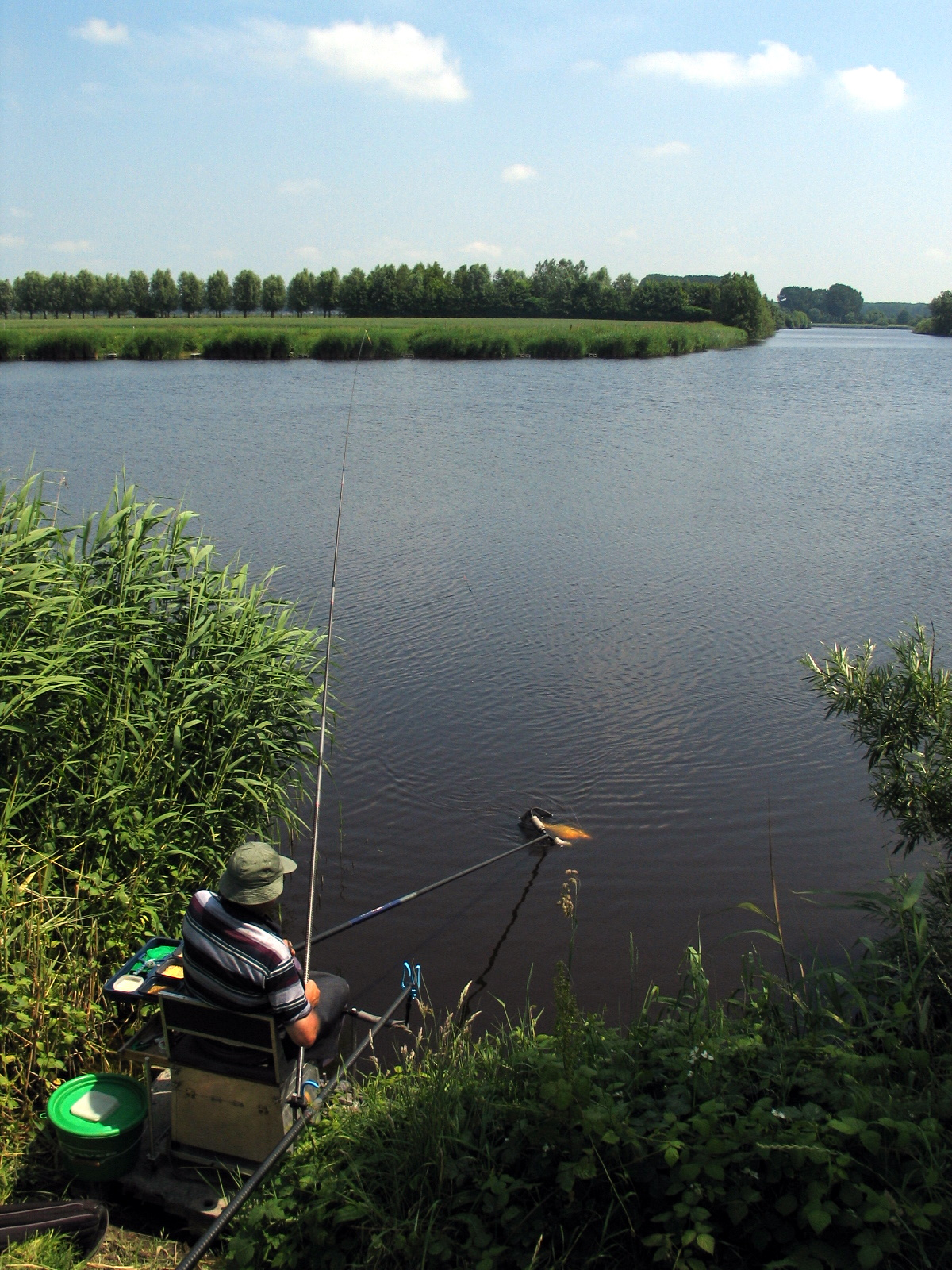
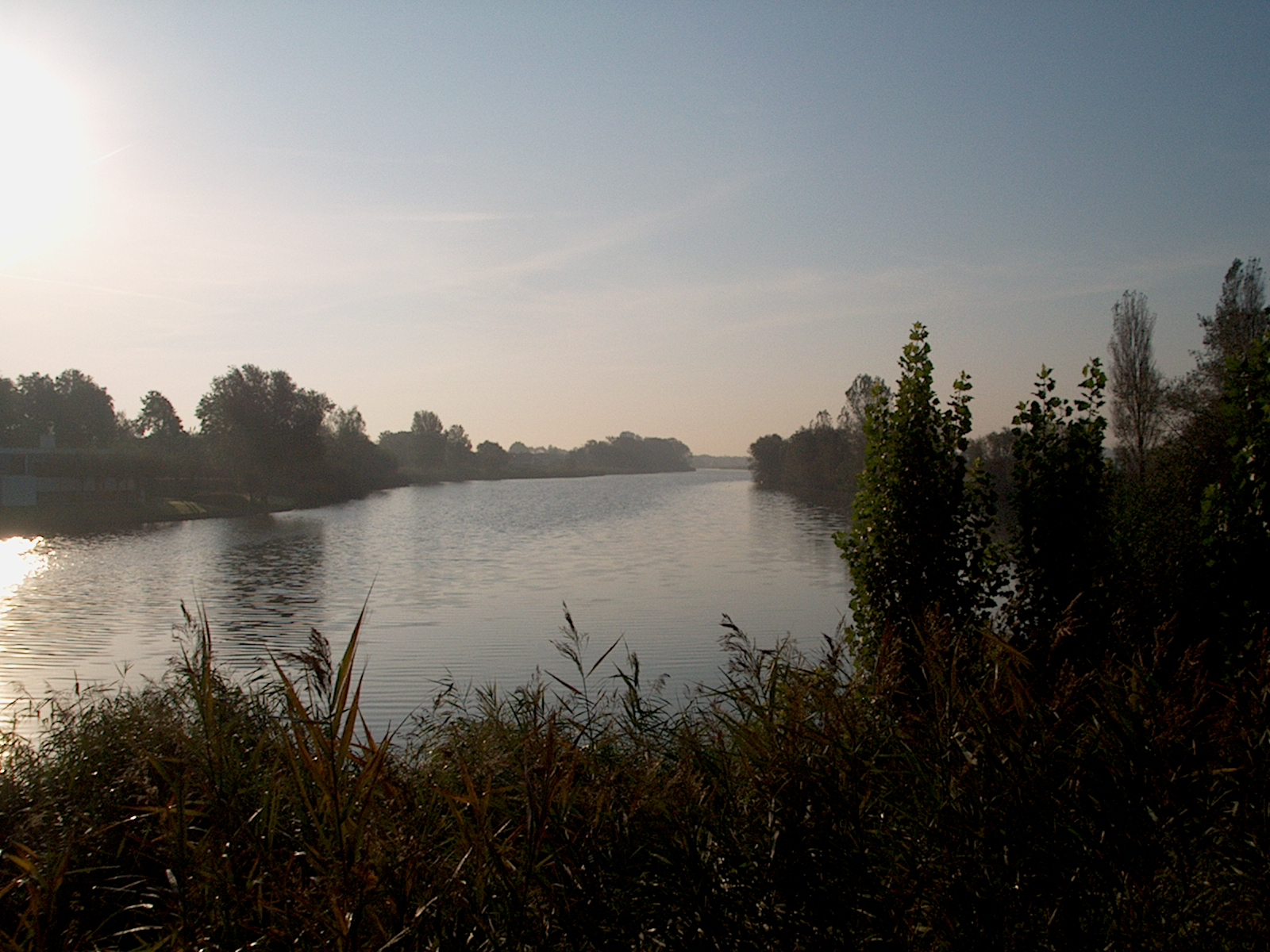
Oostends Krekengebied (De Keignaert)
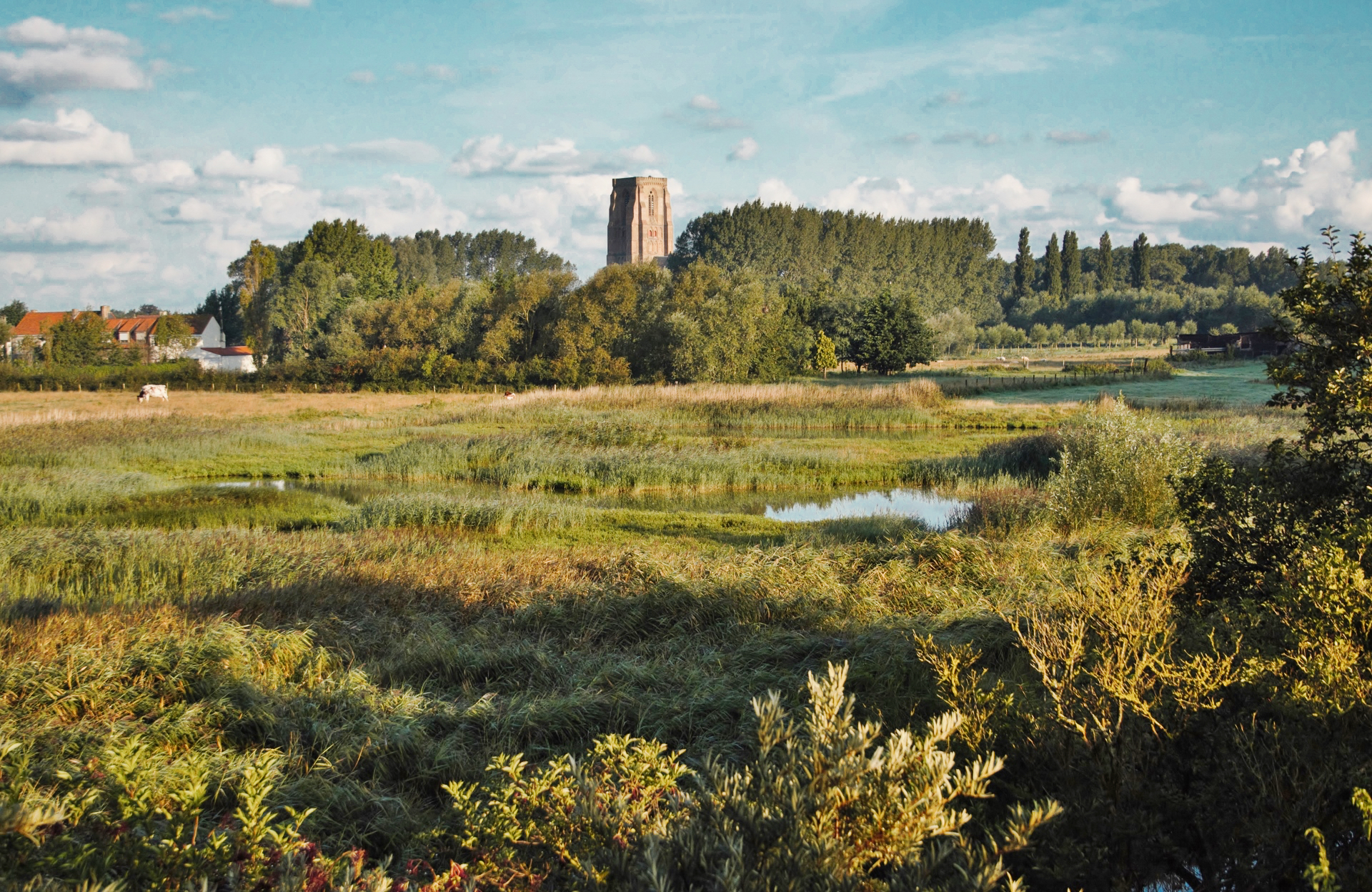
Weidevogelreservaat Ter Doest
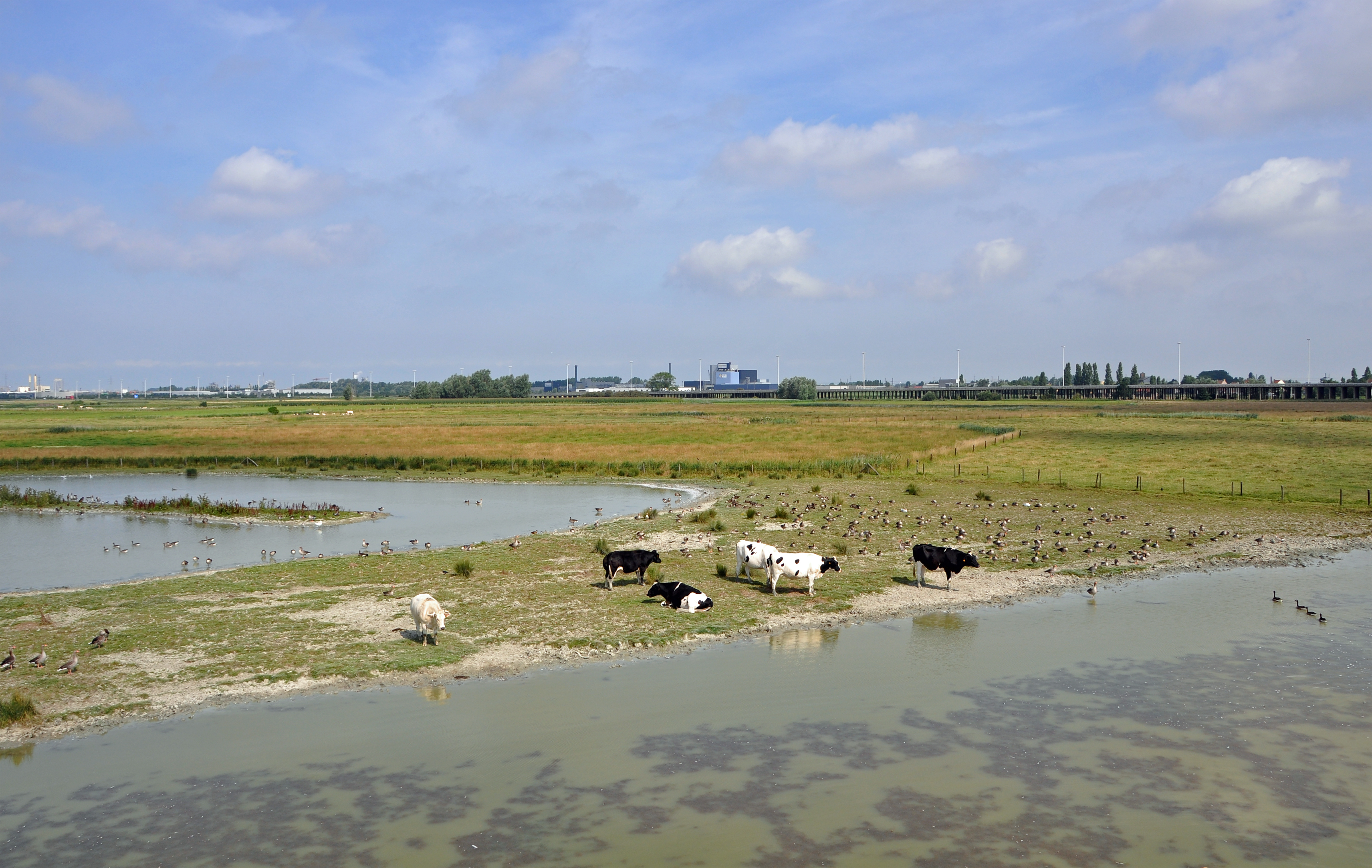
Oostends Krekengebied (Zwaanhoek)
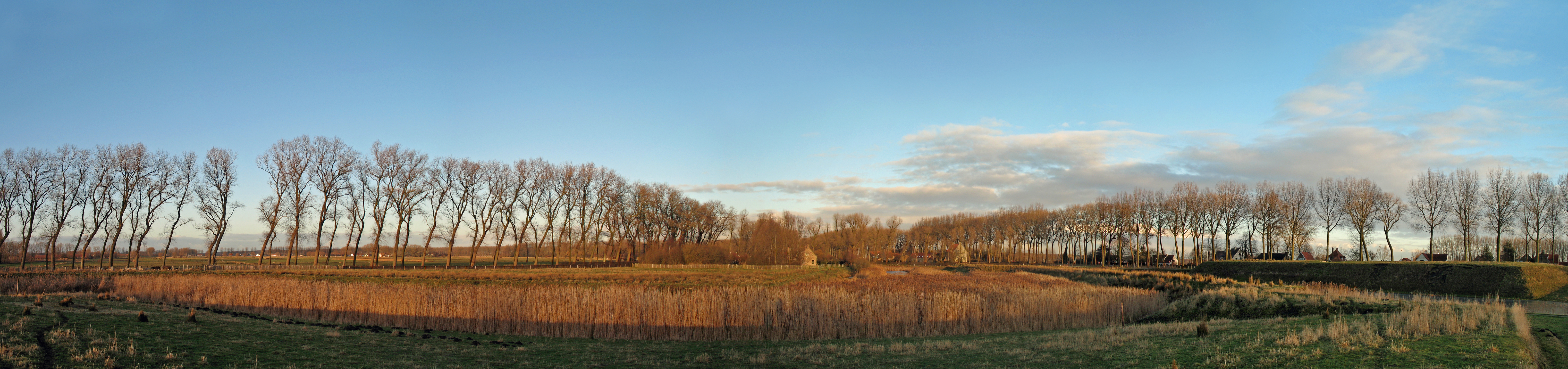
Stadswallen van Damme
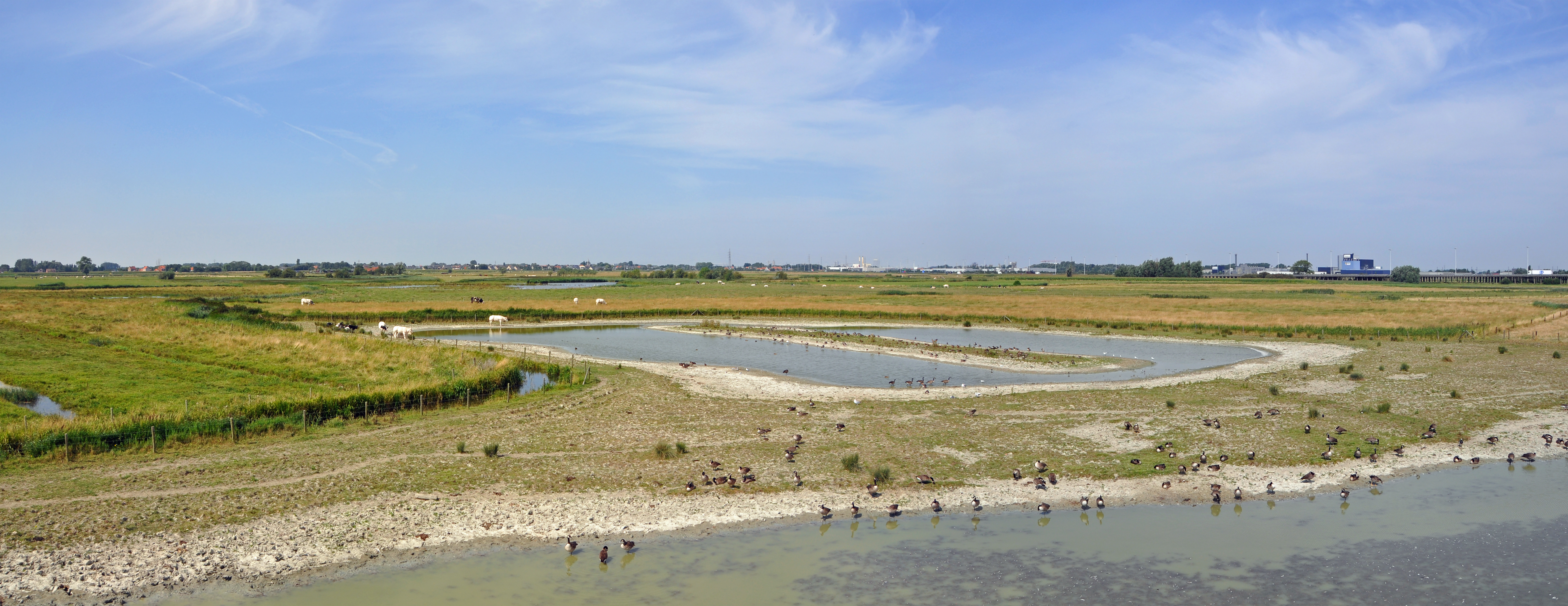
Oostends Krekengebied (Zwaanhoek)
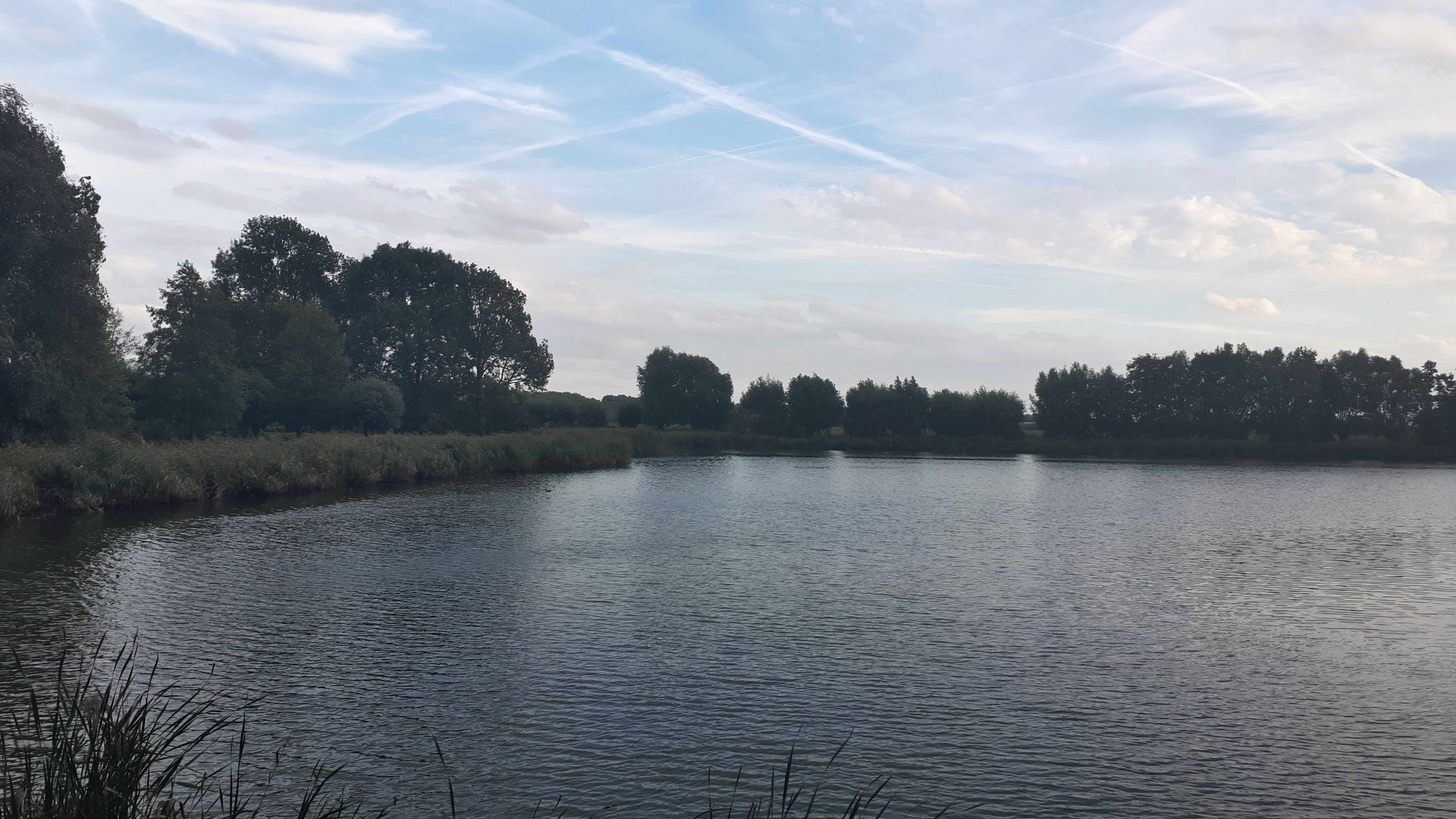
Grote Geul
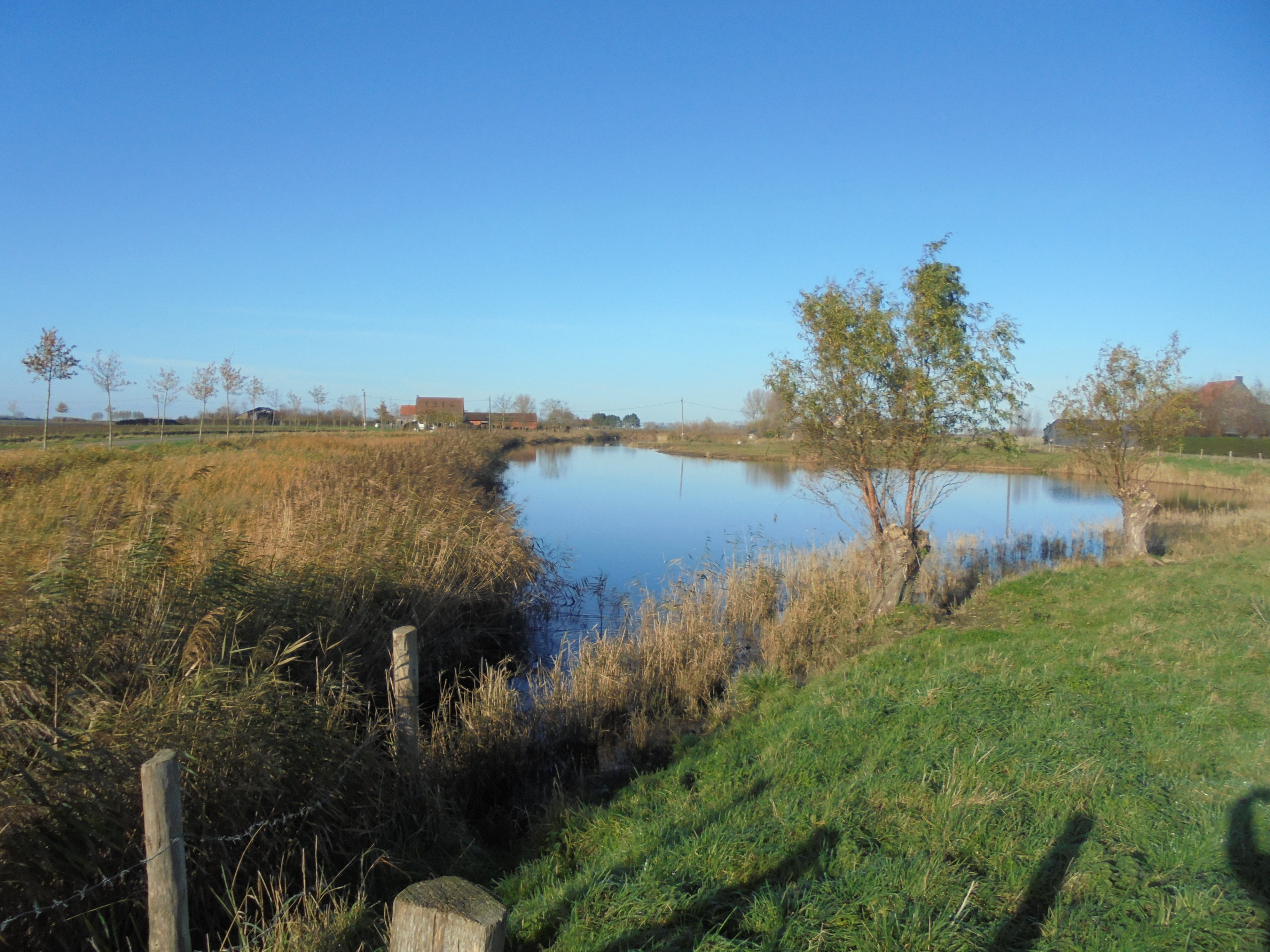
Molenkreek
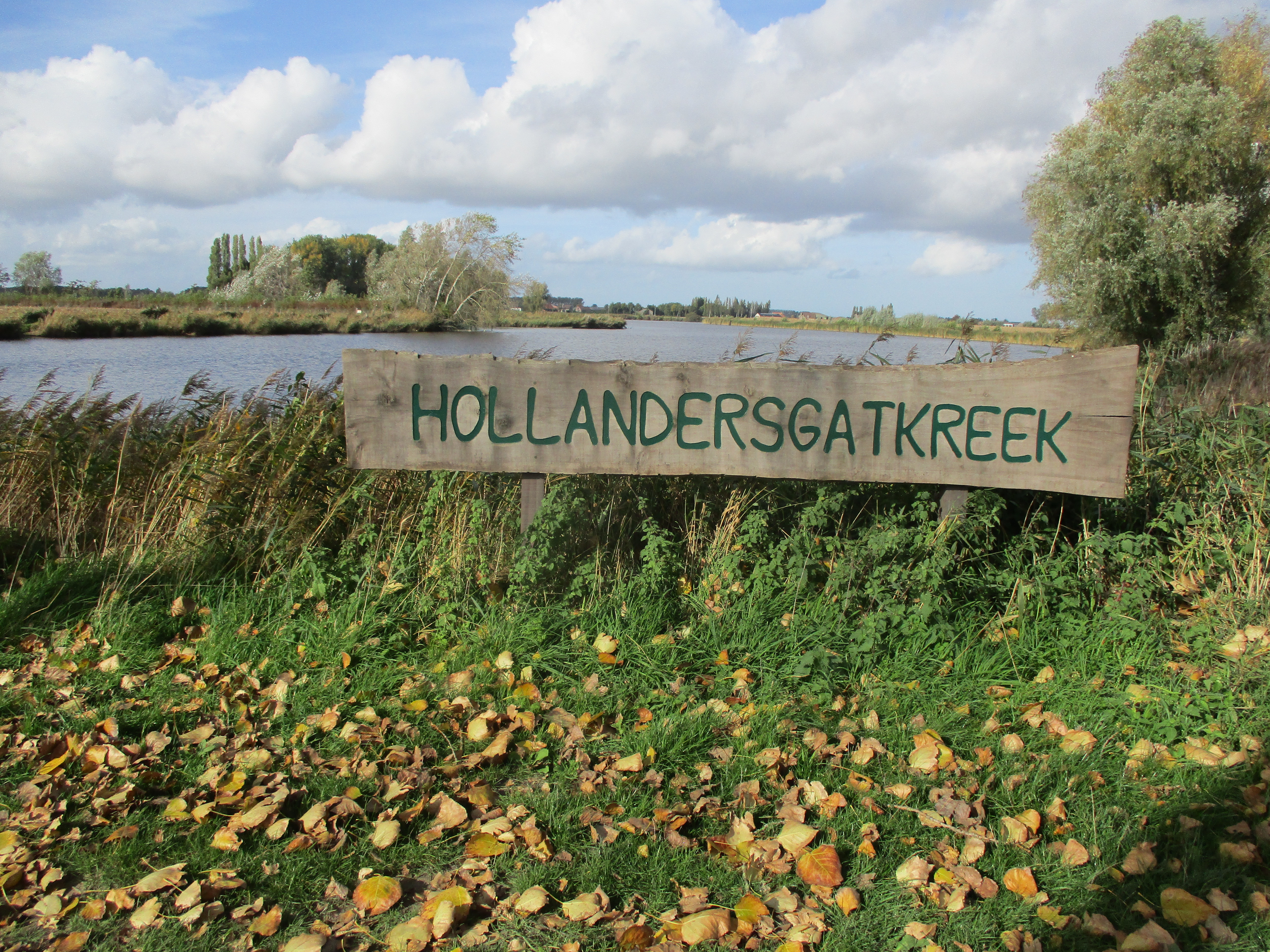
Hollandersgatkreek